# Pseudanthias olivaceus
Pseudanthias olivaceus és una espècie de peix de la família dels serrànids i de l'ordre dels perciformes.

## Morfologia
- Els mascles poden assolir 8,8 cm de longitud total.[4][5]

## Hàbitat
És un peix marí de clima tropical i associat als esculls de corall que viu entre 1-34 m de fondària.

## Distribució geogràfica
Es troba a les Illes Cook, les Illes de la Societat (Polinèsia Francesa), les Illes de la Línia (Kiribati) i les Tuamotu.